# John Rostill
John Henry Rostill (* 16. Juni 1942 in Birmingham, Vereinigtes Königreich; † 26. November 1973 in Radlett) war ein britischer Bassist und Komponist. Er besuchte die Rutlish Schule im Süden von London.
Rostill verließ die Gruppe „The Interns“, um 1963 die nach Brian Locking frei werdende Stelle als Shadows-Bassist zu besetzen. Nach der Auflösung der Shadows 1969 wurde John Rostill Mitglied bei der Tom-Jones-Band und ging mit ihr nach Amerika. Nach seiner  Rückkehr aus den USA arbeitete er mit den wieder vereinten Shadows und schrieb Songs zusammen mit Bruce Welch u. a. für Olivia Newton-John.
Am 26. November 1973 wurde John Rostill von Bruce Welch leblos in seinem Studio in Radlett aufgefunden; John hatte seine Bassgitarre noch fest umklammert, er war augenscheinlich durch einen Stromschlag getötet worden. Die spätere Obduktion jedoch ergab, dass eine Überdosis an Schlaftabletten ursächlich für das Ableben war. Ebenso für den Selbstmord spricht, dass die Zugangstür zum Musikstudio von innen durch ein vorgeschobenes Klavier blockiert wurde. Bruce Welch versuchte sich zunächst erfolglos Zugang zum Studio zu verschaffen. Mittels einer erklommenen Leiter konnte er durch das Fenster blicken. Gemeinsam mit dem Kindermädchen des Ehepaares Rostill konnte die Türblockade überwunden werden.